# Фес — Мекнес
Фес — Мекнес (араб. فاس-مكناس; бербер. ⴼⴰⵙ-ⵎⴽⵏⴰⵙ) — один з дванадцяти регіонів Марокко. Був заснований у вересні 2015 року та має населення 4 236 892 осіб (за переписом 2014 року). Адміністративний центр — стародавнє місто Фес.

## Загальні дані
Регіон Фес — Мекнес був утворений у вересні 2015 року у зв'язку з новим адміністративним поділом королівства шляхом злиття декількох провінцій (зокрема в колишньому регіоні Таза — Ель-Хосейма — Таунат).
Наразі до складу регіону входять сім провінцій та дві префектури.

## Визначні місця

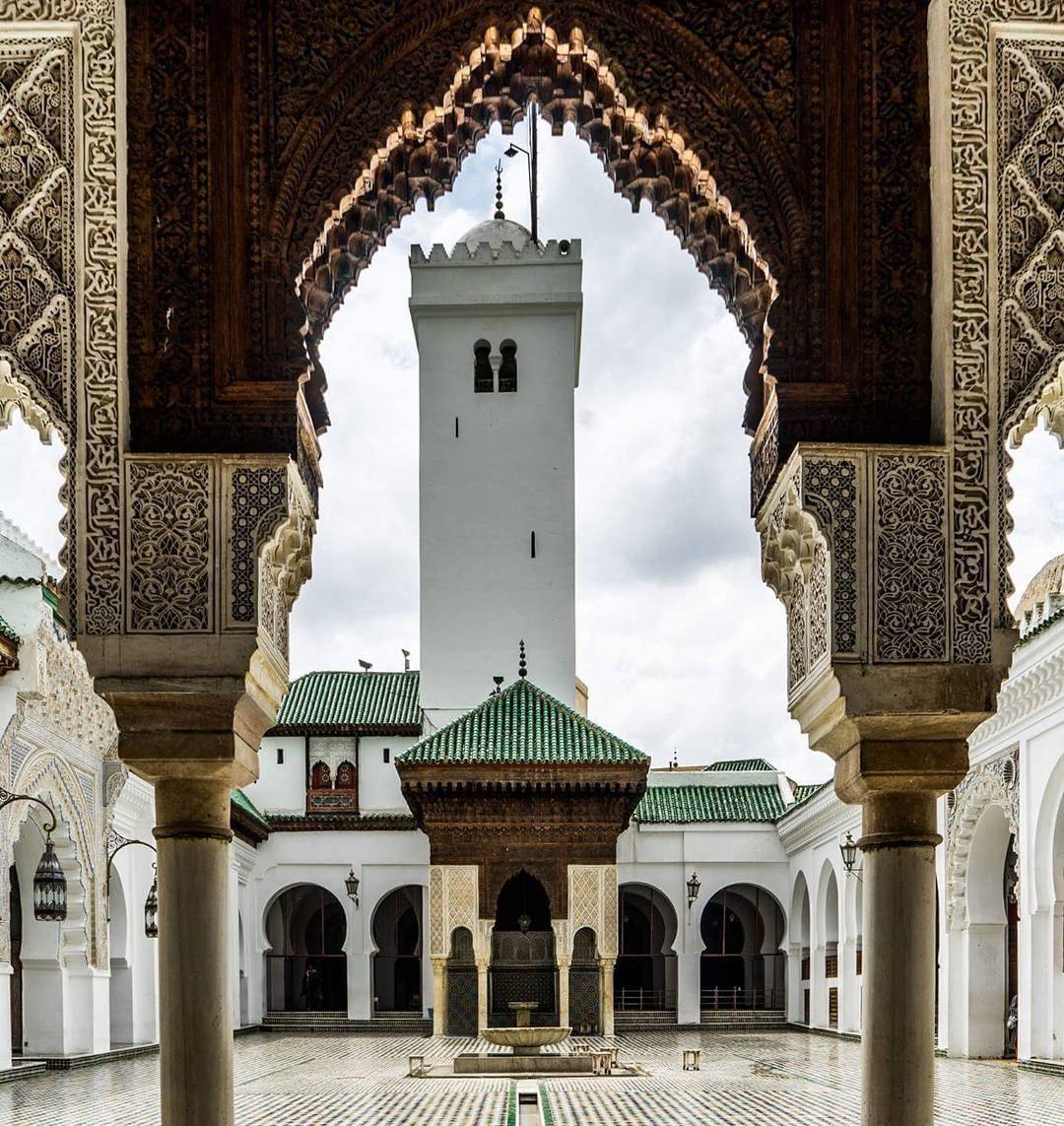
Аль-Карауїн, найстаріший діючий універитет у світі

У регіоні розташовано чимало історичних памяток, три з яких входять до переліку Світової спадщини ЮНЕСКО:
- Фес — старовинне місто-мільйонник. Одне з чотирьох імперських міст Марокко. Медина Фесу містить найстаріший університет у світі. Об'єкт Світової спадщини ЮНЕСКО.

- Мекнес — друге за чисельністю населення місто у регіоні. У минулому — одне з чотирьох імперських міст королівства. Об'єкт Світової спадщини ЮНЕСКО.

- Волюбіліс — руїни стародавнього римського міста. Об'єкт Світової спадщини ЮНЕСКО.

- Мулай-Ідріс-Зергун — старовинне місто, де похований перший правитель Марокко, Ідріс I.